# La Peaña
La Peaña ist eine Ortschaft und eine Parroquia rural („ländliches Kirchspiel“) im Kanton Pasaje der ecuadorianischen Provinz El Oro. Die Parroquia besitzt eine Fläche von 16,79 km². Die Einwohnerzahl lag im Jahr 2010 bei 3601.

## Lage
Die Parroquia La Peaña liegt im Küstentiefland im Südwesten von Ecuador. Das Verwaltungsgebiet wird vom Río Palenque im Süden sowie vom Río Jubones im Nordosten begrenzt. Der 21 m hoch gelegene Hauptort befindet sich 5 km westnordwestlich vom Kantonshauptort Pasaje. Die Fernstraße E59 (Pasaje–Machala) führt südwestlich an La Peaña vorbei und kreuzt 4 km weiter westlich die E25 (El Guabo–Santa Rosa).
Die Parroquia La Peaña grenzt im äußersten Norden an die Parroquia El Guabo (Kanton El Guabo), im Nordosten an die Parroquia Cañaquemada, im Osten an das Municipio von Pasaje, im Süden an die Parroquia Buenavista sowie im Westen an das Municipio von Machala (Kanton Machala).

## Geschichte
Die Parroquia La Peaña wurde am 30. November 1956 gegründet.